# Râul Barboși
Râul Barboși este un curs de apă, afluent al râului Elan. 